# Virtus Pallacanestro Bologna 1958-1959

## Roster
Oransoda Bologna 1958-59
- Germano Gambini (capitano)
- Mario Alesini
- Nino Calebotta
- Achille Canna
- Enrico Giovanelli
- Fletcher Johnson
- Gianfranco Lombardi
- Silvio Lucev
- Corrado Pellanera
- Nicola Porcelli
- Emidio Testoni

## Staff tecnico
- Allenatore:  Vittorio Tracuzzi

## Risultati
- Serie A: 2ª classificata su 12 squadre (18-4)